# Eugenia mensurensis
Eugenia mensurensis är en myrtenväxtart som beskrevs av Ignatz Urban. Eugenia mensurensis ingår i släktet Eugenia och familjen myrtenväxter. Inga underarter finns listade i Catalogue of Life.